# Bu'aale
Bu'aale és una ciutat de Somàlia, capital de la regió de Jubbada Dhexe i cap del districte del seu nom. Els seus habitants són majoritàriament del sub clan cowlyahan del clan ogadeni; altres clans presents són els dabare i els ajuran.
Sota el govern del general comunista Siad Barre (1969-1991), la ciutat va prosperar i esdevingué un centre agrícola i comercial.
Després de la caiguda de Barre la regió fou envaïda per les forces de Muhammad Fara Hassan, àlies Aydid, però fou derrotat per les milícies del clan cowlyahan, conegudes com els Isqalajis que van garantir la tranquil·litat. Durant els anys noranta, amb els ajuts internacionals, la ciutat, damnada per la guerra i per inundacions, fou restaurada. El lideratge de la ciutat va fer successius acords amb l'Aliança de la Vall del Juba (1999), la Unió de Corts Islàmiques de Somàlia (200&), el Govern Federal de Transició i els etíops (2007), i darrerament amb l'Aliança pel Nou Alliberament de Somàlia (2007/2008) i el Moviment de la Joventut Mujahideen (2008); això li ha permès quedar fora de les lluites militars. El desembre del 2006 la ciutat i la seva comarca fou afectada pel desbordament del riu Juba degut a les pluges, però es va aconseguir portar ajut en helicòpters del Programa Alimentari Mundial. El 29 de desembre del 2006 les forces etíops van derrotar els islamistes prop de Baidoa i forces del Govern Federal de Transició dirigides per Barre Adan Shire Hiiraale, l'antic cap de l'Aliança de la Vall del Juba (i després ministre de defensa del govern federal) van entrar sense oposició a Bu'aale, d'eon els islamistes es van retirar sense lluitar, marxant cap a Kishmayo. A finals del 2007 els islamistes en tenien altre cop el control.